# 沼垂東
沼垂東（ぬったりひがし）は、新潟県新潟市中央区の町字。現行行政地名は沼垂東一丁目から沼垂東六丁目。住居表示実施済み区域。郵便番号は950-0075。

## 概要
1968年（昭和43年）から現在の町名。一丁目から六丁目がある。

### 隣接する町字
北から東回り順に、以下の町字と隣接する。
- 竜が島
- 日の出
- 鏡が岡
- 明石
- 蒲原町
- 沼垂西

## 世帯数と人口
2018年（平成30年）1月31日現在の世帯数と人口は以下の通りである。
| 丁目         | 世帯数    | 人口    |
| ------------ | --------- | ------- |
| 沼垂東一丁目 | 159世帯   | 294人   |
| 沼垂東二丁目 | 233世帯   | 424人   |
| 沼垂東三丁目 | 95世帯    | 161人   |
| 沼垂東四丁目 | 370世帯   | 698人   |
| 沼垂東五丁目 | 306世帯   | 567人   |
| 沼垂東六丁目 | 249世帯   | 448人   |
| 計           | 1,412世帯 | 2,592人 |

## 歴史

### 年表
- 1968年（昭和43年） : 沼垂から分立。
- 2007年（平成19年）4月1日 : 新潟市の政令指定都市移行により、中央区の町丁となる。

## 地域

### 1丁目

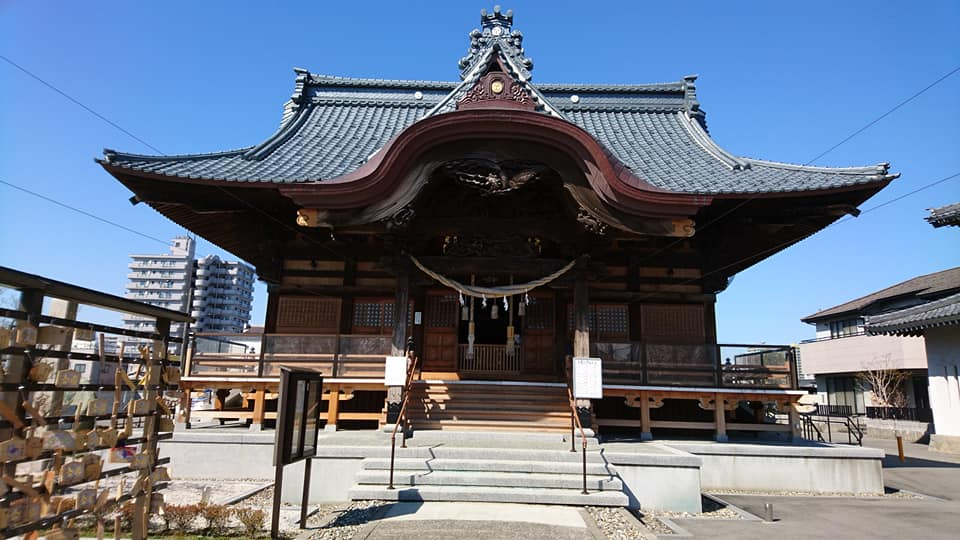
沼垂白山神社

主な企業・施設
- 沼垂白山神社

### 3丁目

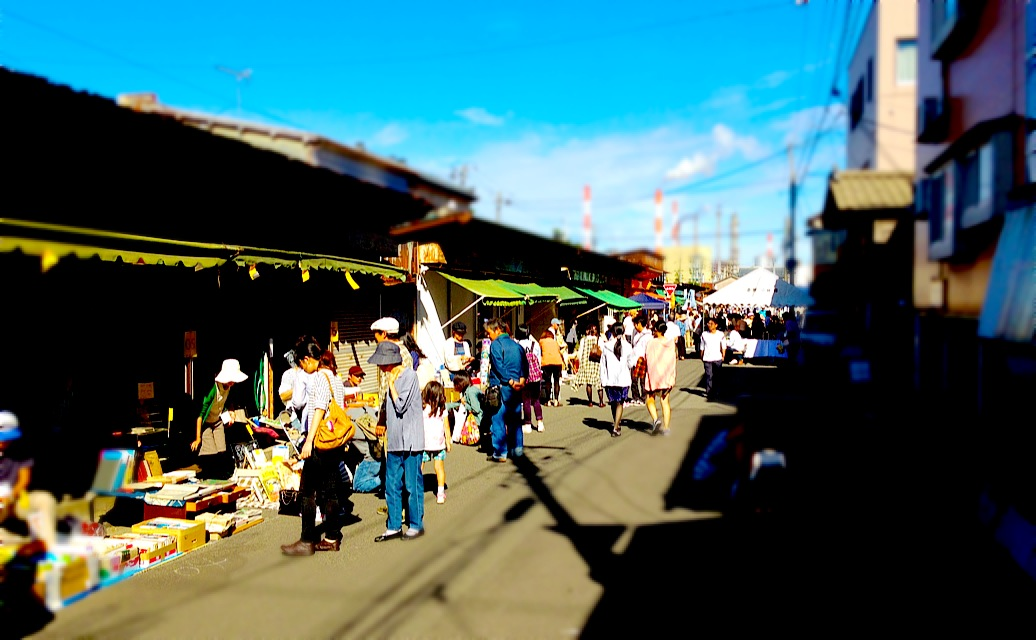
沼垂テラス商店街

主な企業・施設
- 沼垂テラス

### 4丁目

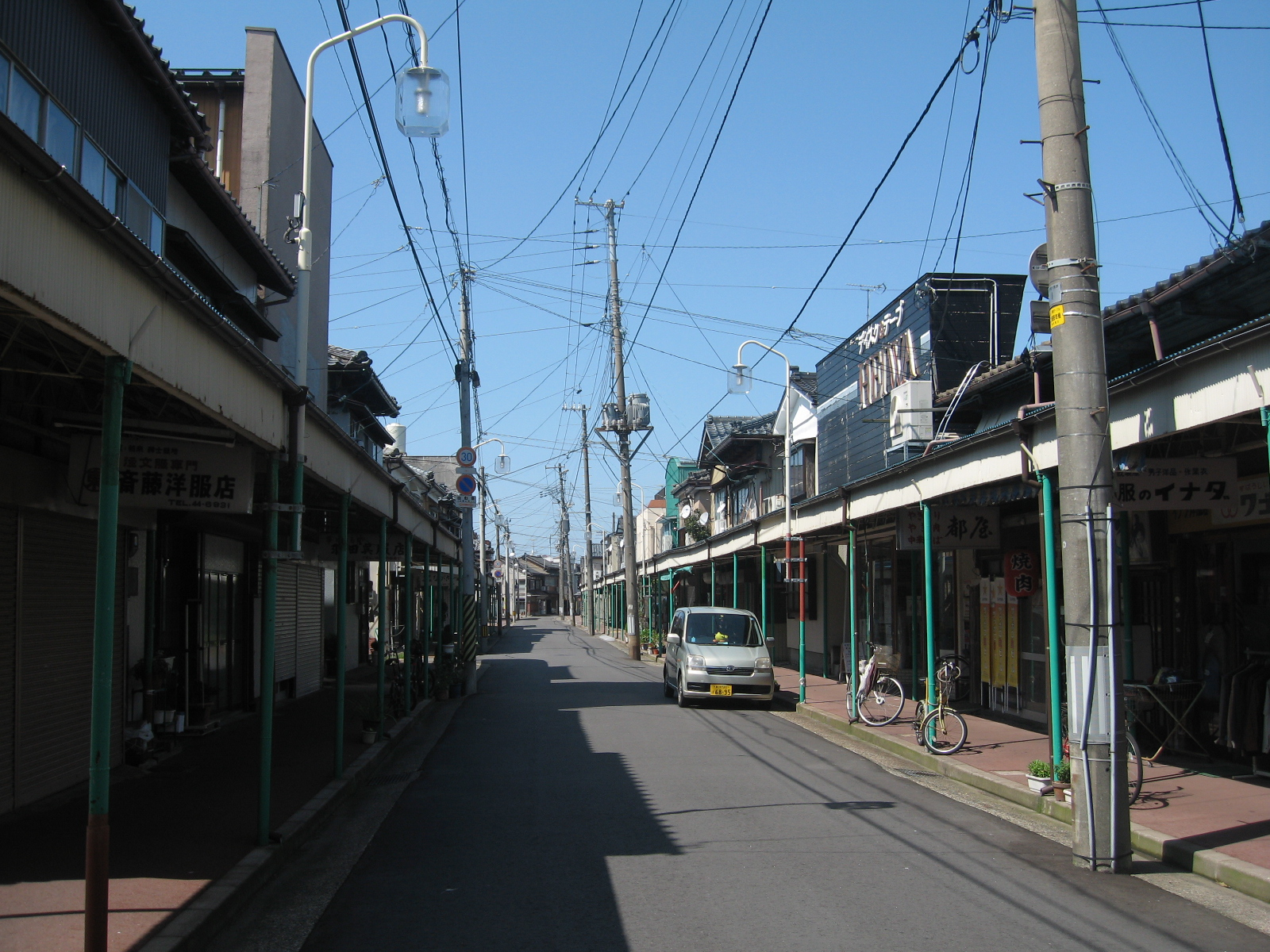
沼垂東4丁目のアーケード

商店街に片持ち式アーケードが架けられている。

### 6丁目
主な企業・施設

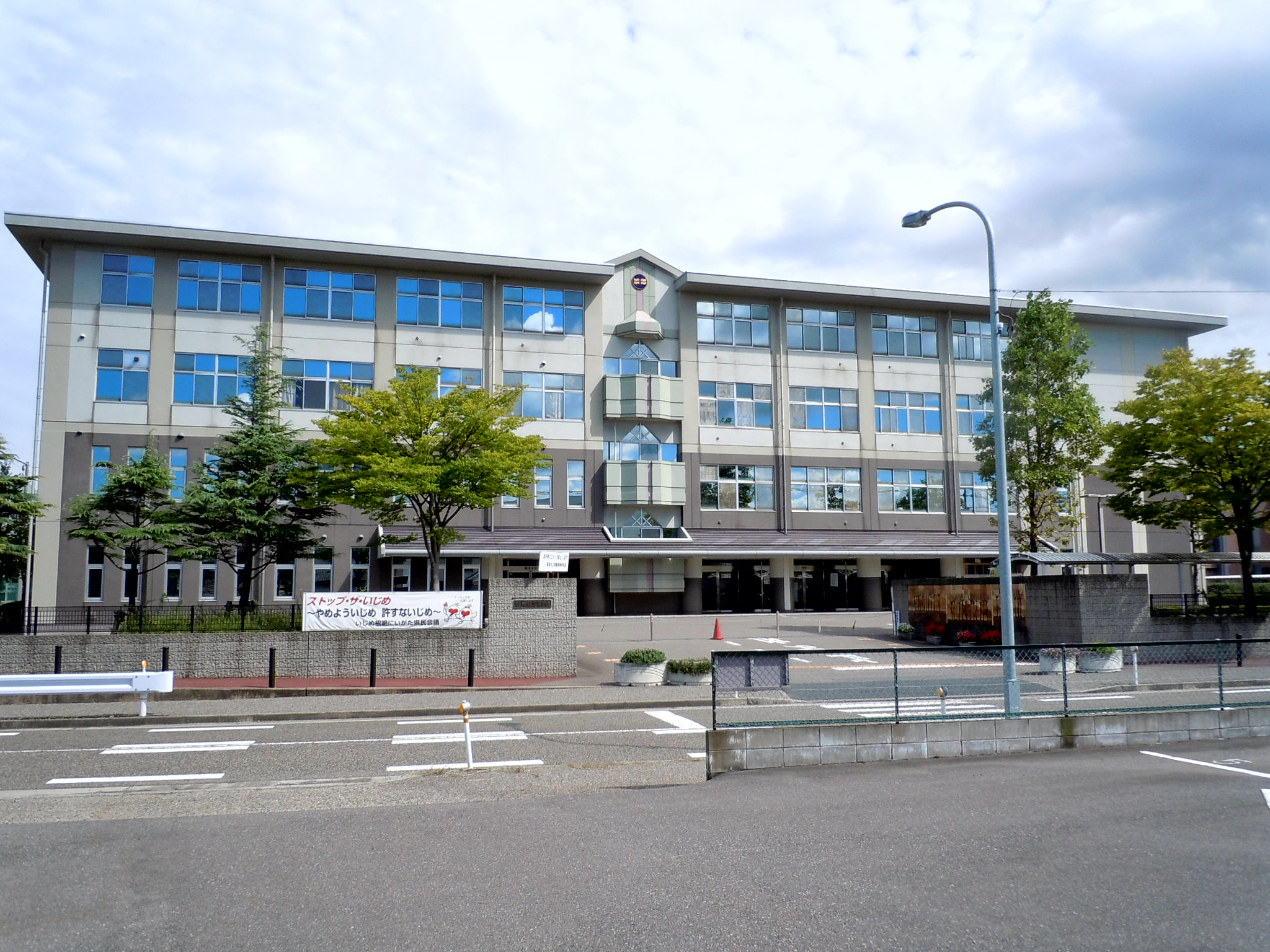
新潟市立明鏡高等学校
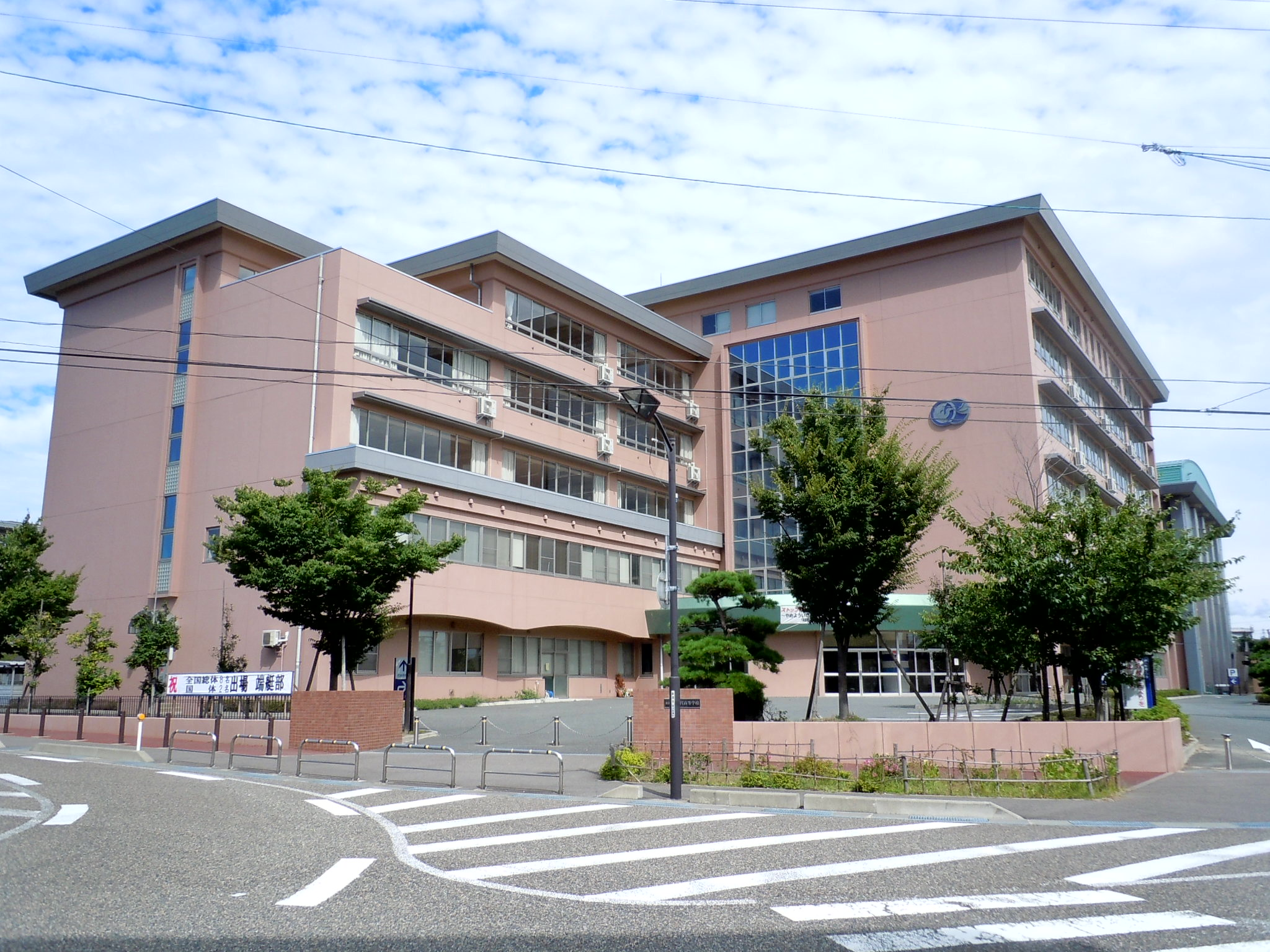
新潟市立万代高等学校

- 新潟市立明鏡高等学校
- 新潟市立万代高等学校

## 小・中学校の学区
市立小・中学校に通う場合、学区は以下の通りとなる。
| 丁目         | 番地 | 小学校             | 中学校               |
| ------------ | ---- | ------------------ | -------------------- |
| 沼垂東一丁目 | 全域 | 新潟市立沼垂小学校 | 新潟市立東新潟中学校 |
| 沼垂東二丁目 | 全域 | 新潟市立沼垂小学校 | 新潟市立東新潟中学校 |
| 沼垂東三丁目 | 全域 | 新潟市立沼垂小学校 | 新潟市立東新潟中学校 |
| 沼垂東四丁目 | 全域 | 新潟市立沼垂小学校 | 新潟市立東新潟中学校 |
| 沼垂東五丁目 | 全域 | 新潟市立沼垂小学校 | 新潟市立東新潟中学校 |
| 沼垂東六丁目 | 全域 | 新潟市立沼垂小学校 | 新潟市立東新潟中学校 |

## 交通

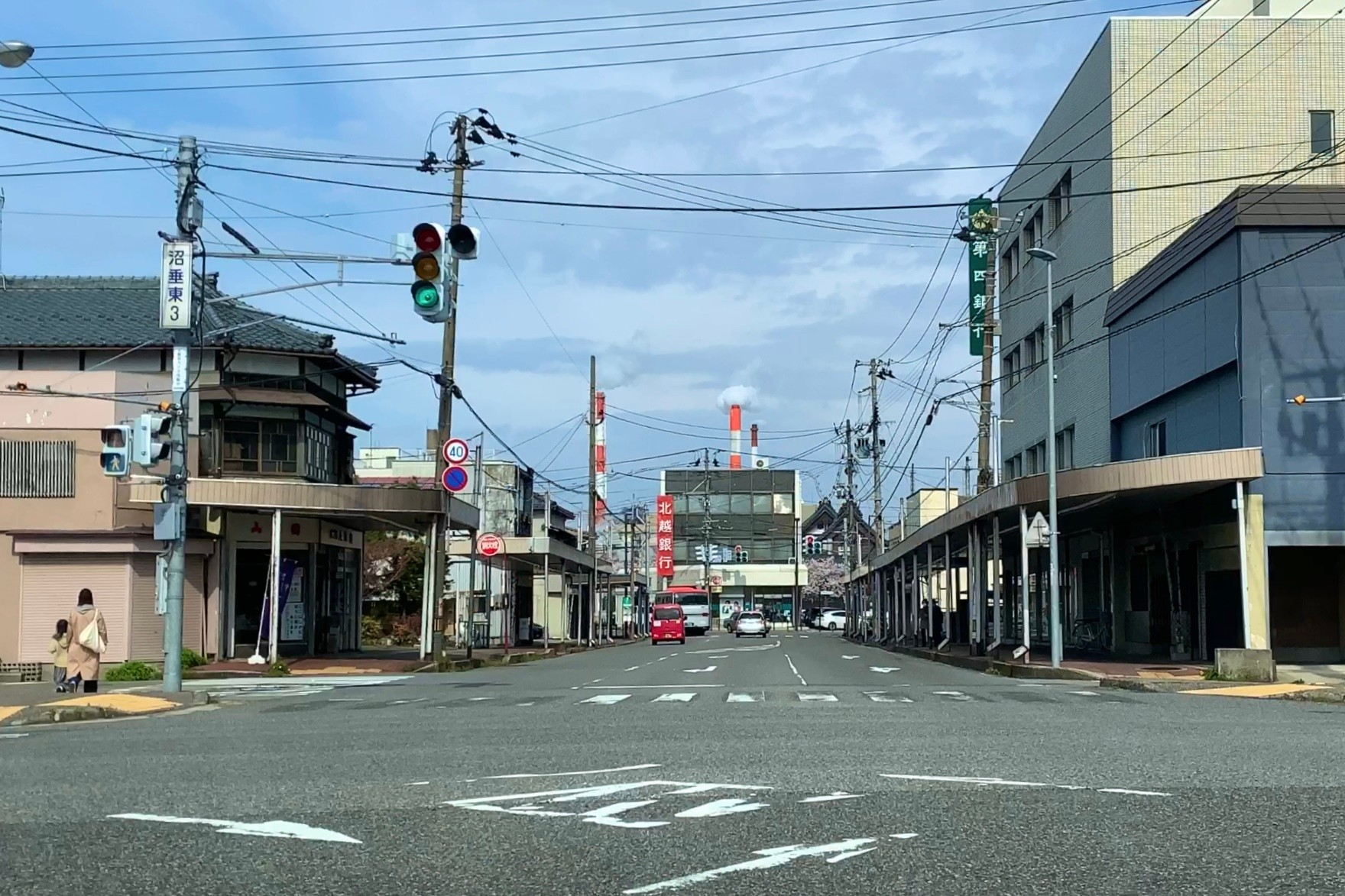
栗ノ木バイパスと交わる交差点から東方向を望む

### 道路
国道
- 国道7号 (栗ノ木バイパス)

県道
- 新潟県道3号新潟新発田村上線
- 新潟県道5号新潟新津線

### バス
新潟交通路線バス
- E1 臨港線
  - 沼垂四ツ角
  - 万代高校前
- E5 牡丹山線
  - 沼垂白山
- E6 竹尾線
  - 沼垂白山
- E8 石山線(東明）
  - 沼垂白山
- S8 京王団地線
  - 沼垂白山
- S9 亀田・横越線
  - 沼垂白山